# Nationaal Muziekkwartier

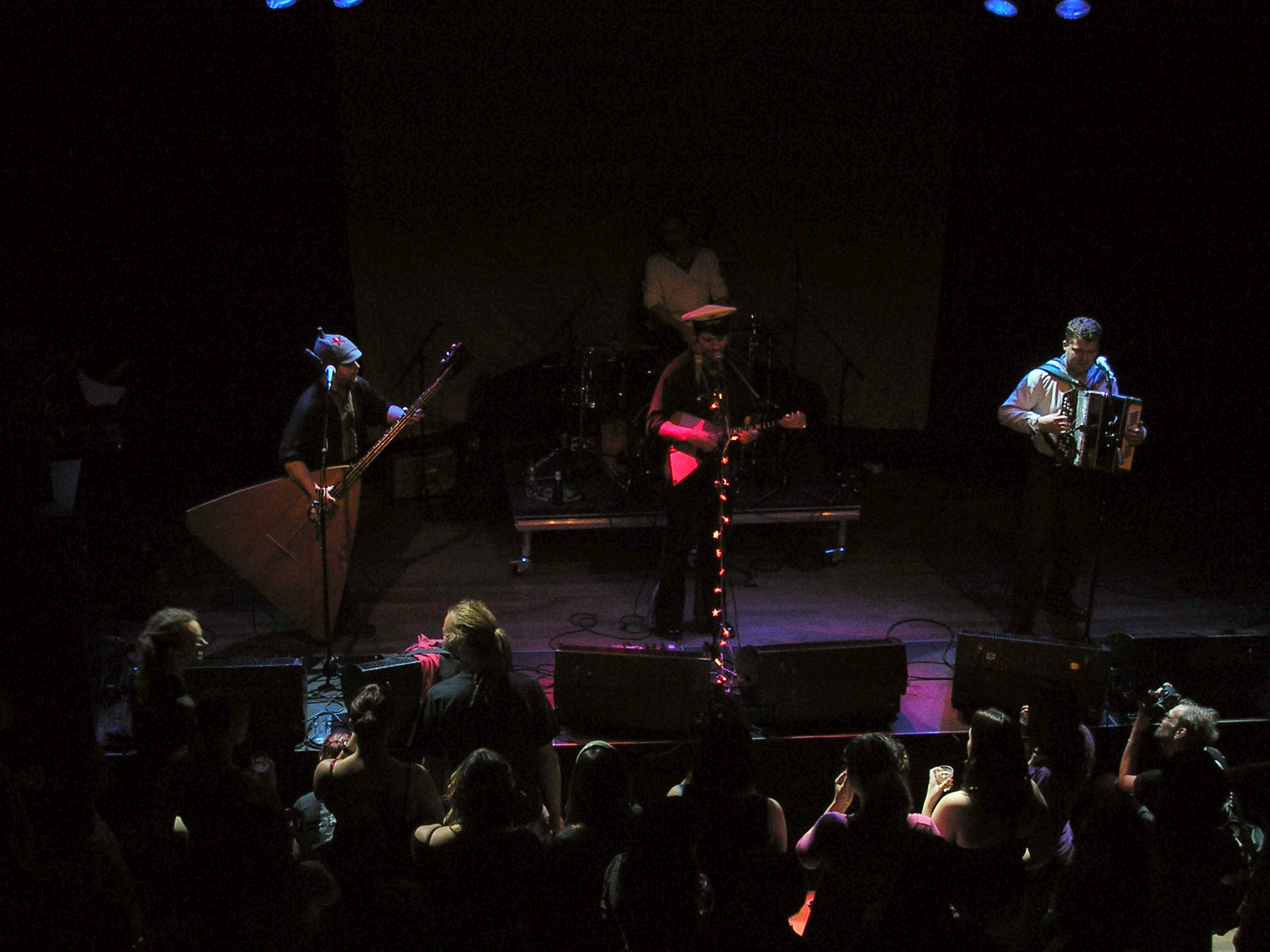
Optreden in het muziektheater

Het Nationaal Muziekkwartier, gevestigd in Enschede, is een samenwerking tussen Wilminktheater en Muziekcentrum Enschede, Metropool Enschede (het vroegere Atak), Nationale Reisopera, het Orkest van het Oosten, Kaliber Kunstenschool en ArtEZ Conservatorium.
Onder regie van zes culturele instellingen, de gemeente Enschede en de provincie Overijssel is op 21 november 2008 het nieuwe Muziekkwartier door koningin Beatrix geopend.
De programmerende instelling Podium Twente veranderde haar naam op 1 juni 2009 in Stadsschouwburg en Muziekcentrum Enschede en op 9 september 2011 in de huidige naam Wilminktheater en Muziekcentrum Enschede. Eerder verhuisde de instelling al van de Twentse Schouwburg naar het Muziekkwartier, een wijk waarin diverse Enschedese culturele instellingen elkaar vinden.
Het gebouw waarin het Wilminktheater, De Kaliber Kunstenschool (voorheen Muziekschool Twente) en Atak zijn gevestigd ligt in de buurt van station Enschede en naast het Muziekcentrum Enschede aan het Willem Wilminkplein. Het gebouw is ontworpen door Jan Hoogstad. De buitenkant is voorzien van horizontale lamellen en het heeft een gekromd, koperen dak. In het gebouw vindt men een pop- en een theaterdeel en drie grote zalen: een grote theaterzaal met 1001 zitplaatsen (Holland Casino Zaal), een grote popzaal met ruimte voor 800 personen (Grolsch Zaal) en een kleine popzaal voor 300 bezoekers (Saxion Zaal). In de grote popzaal kunnen ook kleine theatervoorstellingen worden gehouden. Daarnaast telt het gebouw nog elf oefenruimtes, een balletstudio, kantoren en horeca.
Poppodium Metropool (het vroegere Atak), ArtEZ Conservatorium, het symfonieorkest Phion, Muziekschool Twente, de Nationale Reisopera en Wilminktheater en Muziekcentrum Enschede hebben zich in dit gebouw gevestigd en/of maken gebruik van de faciliteiten.